# علم النجوم
علم النجوم من فروع الطبعي، وهو علم بأصول تعرف بها أحوال الشمس والقمر وغيرهما من بعض النجوم، يعرف به الاستدلال على حوادث علم الكون والفساد بالتشكلات الفلكية — وهي أوضاع الأفلاك والكواكب كالمقارنة والمقابلة والتثليث والتسديس والتربيع إلى غير ذلك.